# Macrothemis delia
Macrothemis delia är en trollsländeart som beskrevs av Friedrich Ris 1913. Macrothemis delia ingår i släktet Macrothemis och familjen segeltrollsländor. Inga underarter finns listade i Catalogue of Life.